# Eskild Ebbesen
Eskild Ebbesen, född den 27 maj 1972 i Silkeborg i Danmark, är en dansk roddare.
Han tog OS-brons i lättvikts-fyra utan styrman i samband med de olympiska roddtävlingarna 2012 i London.